# Home Sweet Home (preluare de Carrie Underwood)
Versiunea lui Carrie Underwood după șlagărul formației Mötley Crüe „Home Sweet Home” a fost lansată la începutul anului 2009. Piesa a fost lansată ca disc promoțional pe data de 10 martie 2009. 
Cântecul a obținut clasări de top 40 atât în Canada, cât și în Statele Unite ale Americii. În ciuda faptului că nu a fost oferit posturilor de radio de muzică country, piesa a primit numeroase difuzări, intrând în topul Billboard Hot Country Songs.

## Clasamente
| Clasament                    | Poziția maximă | Referință |
| ---------------------------- | -------------- | --------- |
| Canadian Hot Digital Songs   | 16             | [ 4 ]     |
| Canadian Hot 100             | 33             | [ 2 ]     |
| Billboard Hot Country Songs  | 52             | [ 3 ]     |
| Billboard Hot 100            | 21             | [ 2 ]     |
| Billboard Pop 100            | 27             | [ 5 ]     |
| Billboard Hot Digital Songs  | 10             | [ 6 ]     |
| Billboard Hot Digital Tracks | 8              | [ 7 ]     |